# Skärtjärnen, Jämtland
Skärtjärnen är en sjö i Åre kommun i Jämtland och ingår i Indalsälvens huvudavrinningsområde.